# Млежет
Млежет (рум. Mlăjet) — село у повіті Бузеу в Румунії. Адміністративно підпорядковане місту Нехою.
Село розташоване на відстані 106 км на північ від Бухареста, 45 км на північний захід від Бузеу, 132 км на захід від Галаца, 64 км на південний схід від Брашова.

## Населення
За даними перепису населення 2002 року у селі проживали 915 осіб, з них 913 осіб (99,8%) румунів. Рідною мовою 913 осіб (99,8%) назвали румунську.